# See (Gemeinde)
See ist eine Gemeinde mit 1246 Einwohnern (Stand 1. Jänner 2024) im Bezirk Landeck im Bundesland Tirol (Österreich). Die Gemeinde liegt im Gerichtsbezirk Landeck.

## Geografie
See ist der erste Ort am Eingang des Paznaun. Die Grenze im Norden bildet die Trisanna in einer Höhe von rund 1000 Meter über dem Meer. Zum Gemeindegebiet gehören die Täler von Visnitzbach, Grübelebach, Flattbach und Istalanzbach. Die Grenze im Süden bildet der Kamm der Samnaungruppe mit den Gipfeln Grubelekopf (2894 m), Gmaierkopf (2914 m), Hexenkopf (3034 m), Arrezkopf (2845 m), Furgler (3004 m) und Blankakopf (2992 m).
Die Gemeinde hat eine Fläche von 58,1 Quadratkilometer. Davon sind 3 Prozent landwirtschaftliche Nutzfläche, 27 Prozent Almen, 26 Prozent Wald und 44 Prozent hochalpines Gebiet.

### Ortsteile
Die Gemeinde besteht aus den Weilern und Einzelhöfen Gries, Elis, See-Dorf (Kirchstraße), Au, Schusterhaus, Oberhaus, Ahle, Klaus, Winkl, Schnatzerau, Untermaierhof, Maierhof, Pillmahd, Neder, Gande, Feichte, Wald, Kuratl, Platz, Voräule, Habigen, Sesselebene, Trautmannskinden, Moos, Maaß-Hofstattle, Schmittal, Sägenegg, Labebene und Labebener Au.
Angrenzende Siedlungen bilden die Fraktion See der Gemeinde Kappl.

### Nachbargemeinden
|                                               | Kappl                                       | Kappl   |
| Kappl                                         | Kompassrose, die auf Nachbargemeinden zeigt | Serfaus |
| Grenzpunkt mit der Schweiz (Gemeinde Samnaun) | Spiss                                       | Pfunds  |

## Geschichte
Im landesfürstlichen Haupturbar von Tirol von 1406/12 werden unterm Gericht Laudeck zum ersten Mal Abgaben aus der späteren Gemeinde See erwähnt. Im Jahre 1433 erfolgte dann die erste urkundliche Nennung von See im Paznun als „ze dem See in Pacznawn“ (zu dem See in Paznaun). Das Jahr 1549 dürfte dann die Geburtsstunde der Gemeinde See sein. Im Urbar wurde See als „Gmain Nachbarschaft“ erwähnt. Durch die Besiedlung von Serfaus und Fiss gehörte die Gemeinde See bis 1791/92 zum Gericht Laudeck (Burg bei Ladis; Gerichtssitz seit dem 16. Jahrhundert in Ried). Seither gehört die Gemeinde See zum Gericht Landeck.
In den Tiroler Freiheitskriegen von 1809 kam es im „Giggler-Tobel“ östlich von See zu einem Gefecht zwischen Bayern und Paznauner Schützen. Dabei hielten 800 Paznauner Schützen 1.500 bayrische Soldaten vom Eindringen ins Tal ab. Eine besondere Rolle spielte dabei der Seer Kurat Stephan „s’Stöffele“ Krismer, der mit circa 120 Seeber Frauen Steinlawinen auf die Angreifer herabdonnern ließ.
Kirchlich gehörte See bis zum Jahr 1630 zur Pfarre Serfaus. Bis zu diesem Zeitpunkt mussten die Toten über das Furglerjoch (2748 m) auf den Friedhof der Mutterpfarre Serfaus gebracht werden. Die älteste kirchliche Nachricht über See stammt aus dem Jahr 1445 (erste urkundliche Erwähnung einer Kapelle). Um das Jahr 1582 wurde die Seelsorge See eine Kaplanei und um 1600 dann eine Kuratie. Die heutige Kirche zum „Heiligen Sebastian“ stammt aus den Jahren 1758/59 und wurde seither einige Male restauriert (zuletzt 2003/04). Seit 1891 ist See eine selbständige Pfarre und gehört zum Dekanat Zams.

### Bevölkerungsentwicklung
| See: Einwohnerzahlen von 1869 bis 2024              | See: Einwohnerzahlen von 1869 bis 2024 | See: Einwohnerzahlen von 1869 bis 2024 | See: Einwohnerzahlen von 1869 bis 2024 | See: Einwohnerzahlen von 1869 bis 2024 |
| --------------------------------------------------- | -------------------------------------- | -------------------------------------- | -------------------------------------- | -------------------------------------- |
| Jahr                                                |                                        |                                        |                                        | Einwohner                              |
| 1869                                                | 1869                                   |                                        | 419                                    | 419                                    |
| 1880                                                | 1880                                   |                                        | 344                                    | 344                                    |
| 1890                                                | 1890                                   |                                        | 371                                    | 371                                    |
| 1900                                                | 1900                                   |                                        | 368                                    | 368                                    |
| 1910                                                | 1910                                   |                                        | 376                                    | 376                                    |
| 1923                                                | 1923                                   |                                        | 345                                    | 345                                    |
| 1934                                                | 1934                                   |                                        | 417                                    | 417                                    |
| 1939                                                | 1939                                   |                                        | 443                                    | 443                                    |
| 1951                                                | 1951                                   |                                        | 523                                    | 523                                    |
| 1961                                                | 1961                                   |                                        | 605                                    | 605                                    |
| 1971                                                | 1971                                   |                                        | 742                                    | 742                                    |
| 1981                                                | 1981                                   |                                        | 828                                    | 828                                    |
| 1991                                                | 1991                                   |                                        | 928                                    | 928                                    |
| 2001                                                | 2001                                   |                                        | 1.100                                  | 1.100                                  |
| 2011                                                | 2011                                   |                                        | 1.164                                  | 1.164                                  |
| 2021                                                | 2021                                   |                                        | 1.261                                  | 1.261                                  |
| 2024                                                | 2024                                   |                                        | 1.246                                  | 1.246                                  |
| Quelle(n): Statistik Austria, Gebietsstand 1.1.2021 |                                        |                                        |                                        |                                        |

## Kultur und Sehenswürdigkeiten

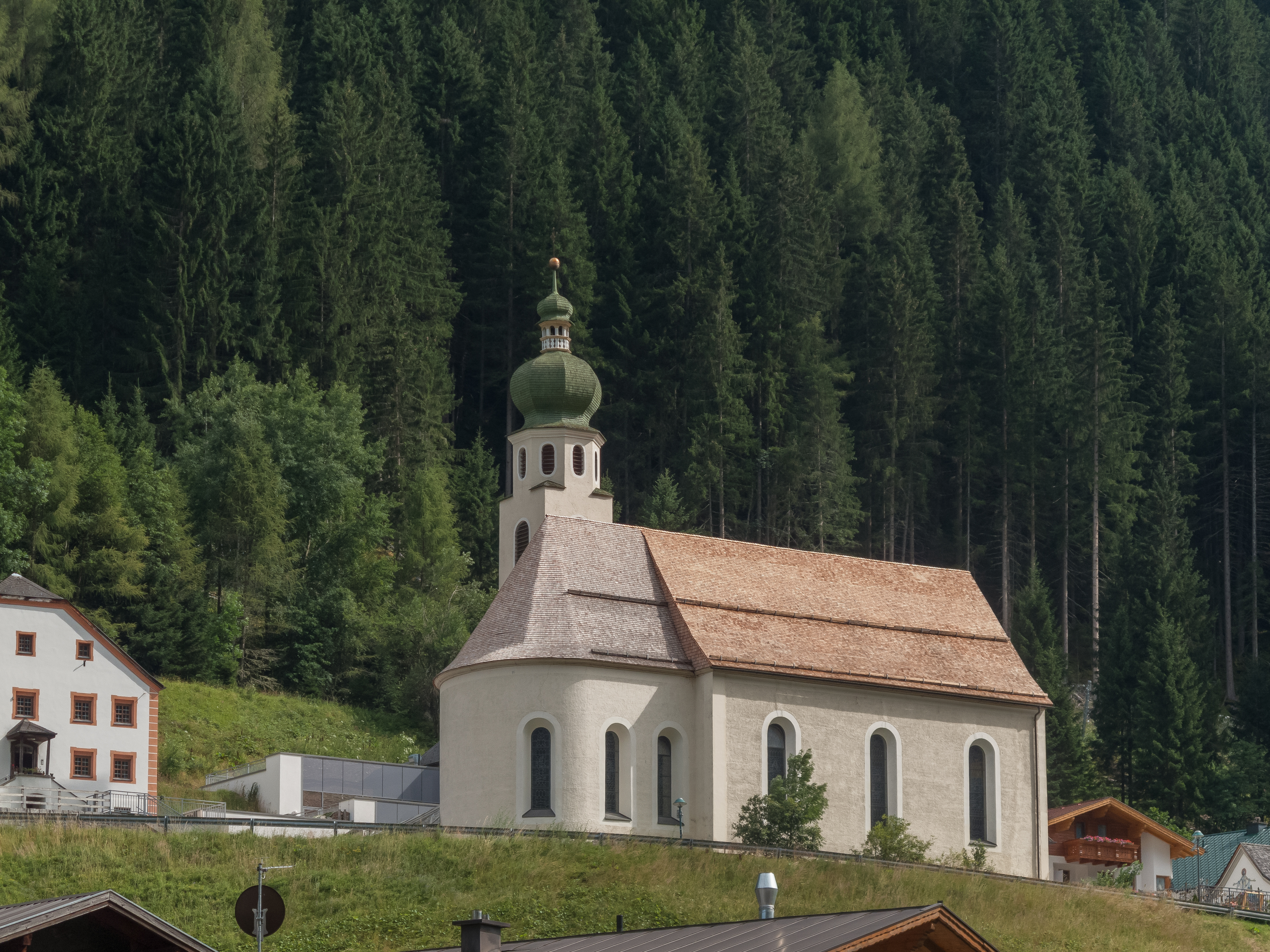
See, katholische Pfarrkirche heilige Sebastian

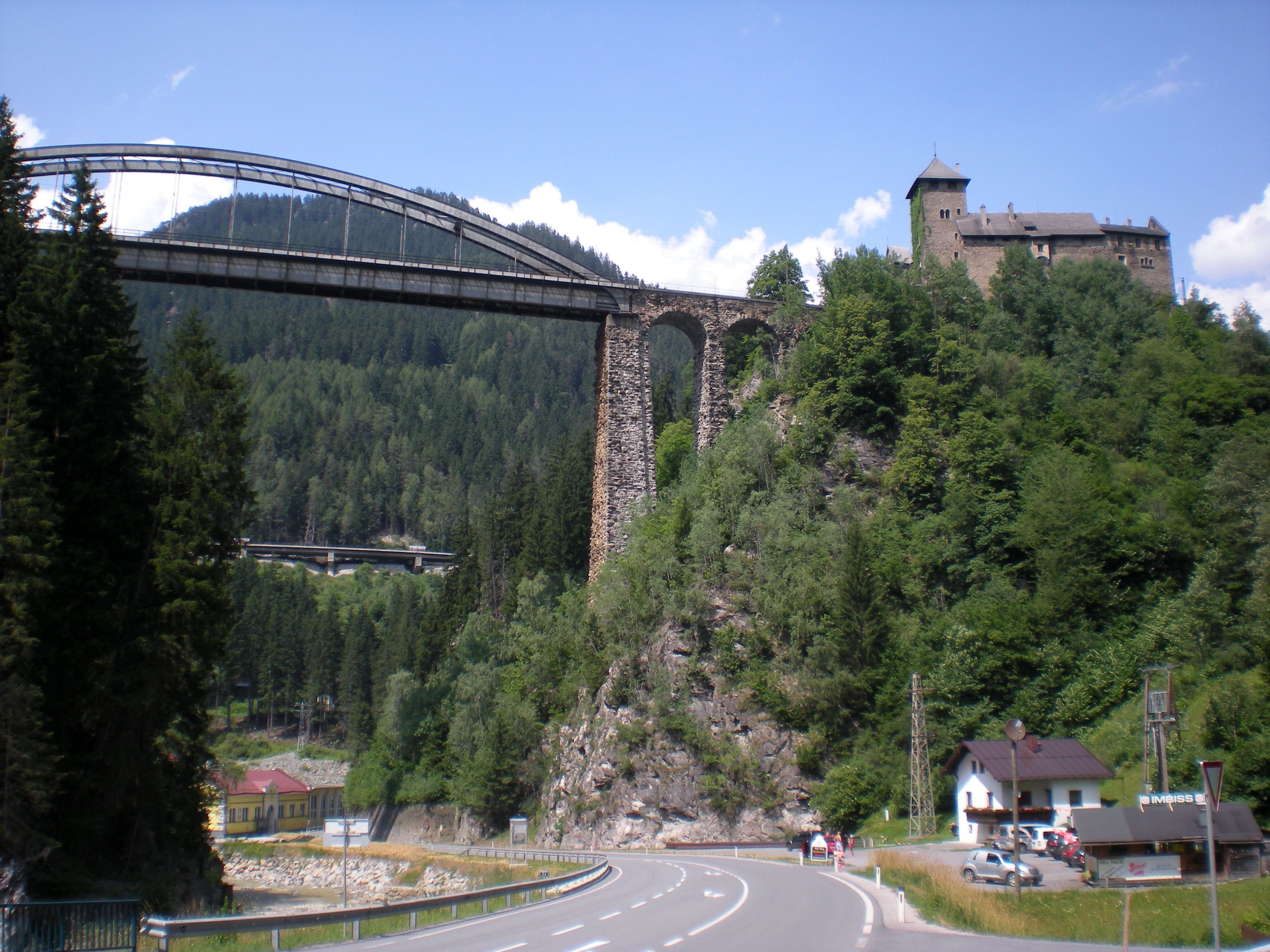
Burg Wiesberg und Trisannabrücke

- Pfarrkirche Hl. Sebastian mit Friedhof und Friedhofskapelle und Widum
- Schloss Wiesberg und Trisannabrücke am Eingang des Paznaun

## Wirtschaft und Infrastruktur
Der Ort lebt heute im Wesentlichen vom Tourismus. Die Bergbahnen See erschließen seit 1972 ein Skigebiet, das seinen höchsten Punkt südöstlich der Gemeinde im Kar der Kübelgrube (Bergstation der Versingbahn auf etwa 2450 m Höhe ) erreicht.
Die Anzahl der Übernachtungen stieg von 156.000 im Jahr 2010 auf 224.000 im Jahr 2019. Im Folgejahr sank diese Zahl vermutlich wegen der COVID-19-Pandemie auf 158.000. Rund sechzig Prozent der Übernachtungen entfallen auf die Winter-, vierzig Prozent auf die Sommersaison.

## Politik

### Gemeinderat
Der Gemeinderat besteht aus 13 Mandataren.
| Partei                            | 2022  | 2022    | 2016  | 2016    | 2010  | 2010    |
| Partei                            | %     | Mandate | %     | Mandate | %     | Mandate |
| --------------------------------- | ----- | ------- | ----- | ------- | ----- | ------- |
| Für See (FÜR SEE) 1)              | 49,24 | 6       | 52,56 | 7       | 56,07 | 8       |
| See aktiv (AKTIV)                 | 35,96 | 5       |       |         |       |         |
| Heimat See (Heimat)               | 14,81 | 2       |       |         |       |         |
| Miteinander - Füreinander         |       |         | 27,80 | 4       |       |         |
| Starke Seaberinnen und Seaber     |       |         | 19,63 | 2       | 23,03 | 3       |
| Allgemeine Volksliste Stefan Juen |       |         |       |         | 20,90 | 2       |

1) Die Partei kandidierte 2016 unter dem Namen „Für See - Bürgermeisterliste Mallaun Anton“.

### Bürgermeister
- bis 2022 Anton Mallaun[8]
- seit 2022 Michael Zangerl[4]

### Wappen
Der Gemeinde wurde 1975 folgendes Wappen verliehen:
Blasonierung: Von Blau und Silber schräg geteilt; in Blau ein silbernes Steinbockgehörn, in Silber fünf blaue Wellenbalken.
Der Name geht zurück auf einen See, der den Talboden im Gebiet der Gemeinde einst bedeckte. Das Gemeindewappen ist in blau-weiß gehalten und zeigt fünf Wellenbalken, die den Namen der Gemeinde versinnbildlichen, und ein Steinbockgehörn, das auf die enge Verbundenheit mit der Gemeinde Serfaus hinweist, dessen Wappen ebenfalls ein Gehörn zeigt.

## Persönlichkeiten

### Ehrenbürger
- 2019: Anton Mallaun, Bürgermeister von See seit 1989[10]
- 2019: Hans Schmid (* 1939), Geistlicher[11]

### Söhne und Töchter der Gemeinde
- Andreas Thamasch (Damasch), Stiftsbildhauer in Kaisheim (Bayern) und Stams; * 1639 in See, † 1697 in Stams; Hauptwerk: Fürstengruft in der Stiftskirche Stams
- Joseph Franz Xaver Stark, katholischer Theologe, * 1750, † 1816 in Gersthofen
- Mathias Schmid, Maler; * 1835 in See-Voräule, † 1923 in München
- Pater Zeno Pig, Missionar in Bulgarien
- Hans Zangerl (Pseudonym: Hans von der Trisanna), * 1. Juni 1874 in See, † 4. Mai 1945 in Reutte, Heimatschriftsteller, Volkskundler, Volksschuldirektor
- Pater Johann „Hans“ Schmid MSC, Missionar in Brasilien
- Karl-Heinz „Kalle“ Zangerl, Snowboard Weltmeister 1997 und 1999 (Liste der Snowboard-Weltmeister (ISF))

## Watersurf-Contest
In See fand am Karsamstag, 8. April 2023 bei der Mittelstation der Bergbahnen See zum 20. Mal ein Bewerb statt, der Schilauf zum Saisonabschluss mit Winterbaden verbindet. Es gilt auf einer kurzen Rampe mit Schiern, Snowboard oder Spaß-Fahrzeug auf Schnee bergab soviel Tempo aufzunehmen, dass mit dem Schwung eine 15 m lange Fläche stehenden Wassers überquert werden kann. Indem der Anlauf bei weiteren Durchgängen wiederholt verkürzt wird, bleiben zunehmend Teilnehmer in der weniger als 1 m tiefen, 4 °C kalten Wasserstrecke hängen und scheiden dadurch aus.